# Linda Preiss Rothschild
Linda Preiss Rothschild (Filadelfia, 28 de febrero de 1945) es una matemática estadounidense, profesora emérita de matemáticas en la Universidad de California, San Diego. Su tesis se centró en grupos de Lie, pero posteriormente sus intereses se ampliaron para incluir también la factorización polinomial, ecuaciones diferenciales parciales, análisis armónicos y la teoría de múltiples variables complejas.

## Trayectoria
Hija de comerciantes de pieles de Filadelfia, no pudo asistir a la mejor escuela secundaria de la ciudad, que entonces estaba restringida a los varones. Se graduó en la Universidad de Pensilvania en 1966. Fue rechazada para los estudios de posgrado en la Universidad de Princeton porque tampoco admitían mujeres, y obtuvo su doctorado en 1970 en el Instituto Tecnológico de Massachusetts bajo la supervisión de Isadore Singer.
Ocupó puestos temporales en el MIT, la Universidad de Tufts, la Universidad de Columbia, el Instituto de Estudios Avanzados y la  Universidad de Princeton antes de conseguir una cátedra asociada en la Universidad de Wisconsin en 1976. Se mudó a San Diego en 1983, y se jubiló en 2011.
Rothschild fue miembro general de la AMS de 1977 a 1979. Fue presidenta de la Asociación de Mujeres en Matemáticas de 1983 a 1985 y vicepresidenta de la Sociedad Estadounidense de Matemáticas de 1985 a 1987. Ha sido coeditora en jefe de la revista Mathematical Research Letters desde 1994.

## Reconocimientos
Rothschild recibió una beca Sloan en 1976. En 1997, Rothschild pronunció la Conferencia Noether de la Asociación de Mujeres en Matemáticas, sobre el tema "How do Real Manifolds live in Complex Space?" (¿Cómo viven las variedades reales en el espacio complejo?), y fue oradora invitada en el Congreso Internacional de Matemáticos en 2006. Fue elegida miembro de la Academia Estadounidense de Artes y Ciencias en 2005, y en 2012 se convirtió en una de los miembros inaugurales de la Sociedad Matemática Estadounidense. En 2008 se celebró una conferencia en su honor en la Universidad de Friburgo en Suiza. En 2017, fue seleccionada como miembro de la Asociación de Mujeres en Matemáticas en la promoción inaugural.
Ella y su marido, M. Salah Baouendi, recibieron conjuntamente el Premio Stefan Bergman de la Sociedad Estadounidense de Matemáticas en 2003.